# Версэ
Версэ́, версе́ или версе́т (фр. verset) — особая разновидность прозаического текста, в котором каждое предложение (относительно короткое) представляет собой отдельный абзац — и, таким образом, напоминает стихотворную строку.
Понятие о версэ родилось в западной литературоведческой традиции в связи с размышлениями о структуре Библии (а также Корана) — прозаических текстов, разбитых на небольшие фрагменты («стихи»), однако характер этого разбиения никак не связан с ритмическими факторами, а полностью обусловлен смыслом и синтаксисом. Этот «библейский стих» сопоставлялся, с одной стороны, с новейшими подражаниями и имитациями (в частности, у Фридриха Ницше), а с другой — со сверхдлинной стихотворной строкой у Уолта Уитмена.
Наиболее развито версэ во французской литературе, где в первой половине XX века крупными пропагандистами этой формы выступали Поль Клодель и Сен-Жон Перс. В русской традиции к версэ близки некоторые из «Стихотворений в прозе» И. С. Тургенева («Мне жаль…», «Чья вина?»), использовали эту форму некоторые авторы Серебряного века (например, Андрей Белый). Зачастую, однако, автор не ставит перед собой задачу строго следовать версейному письму, так что некоторые абзацы, например, включают две коротких фразы вместо одной, а текст в целом лишь приближается к версейной модели.